# Coupe des clubs champions européens de handball 1972-1973
Navigation
Coupe des clubs champions 1971-1972 Coupe des clubs champions 1973-1974
La Coupe des clubs champions européens 1972-1973 est la 13e édition de la Coupe des clubs champions européens masculin de handball. Organisée par l’IHF, elle met aux prises 25 équipes européennes.
Le vainqueur est le club soviétique du MAI Moscou, vainqueur en finale du tenant du titre, les Yougoslaves du Partizan Bjelovar.

## Participants
| Deuxième tour | Deuxième tour | Deuxième tour | Deuxième tour | Deuxième tour | Deuxième tour | Deuxième tour | Deuxième tour | Deuxième tour | Deuxième tour | Deuxième tour | Deuxième tour | Deuxième tour | Deuxième tour | Deuxième tour | Deuxième tour | Deuxième tour | Deuxième tour | Deuxième tour | Deuxième tour | Deuxième tour | Deuxième tour | Deuxième tour | Deuxième tour | Deuxième tour | Deuxième tour | Deuxième tour | Deuxième tour | Deuxième tour | Deuxième tour |
| --- | --- | --- | --- | --- | --- | --- | --- | --- | --- | --- | --- | --- | --- | --- | --- | --- | --- | --- | --- | --- | --- | --- | --- | --- | --- | --- | --- | --- | --- |
| - Partizan Bjelovar : Tenant du titre et Champion de Yougoslavie - UHC Salzburg : Champion d'Autriche - SK Avanti Lebbeke : Champion de Belgique 1972 - Steaua Bucarest : Champion de Roumanie | - Partizan Bjelovar : Tenant du titre et Champion de Yougoslavie - UHC Salzburg : Champion d'Autriche - SK Avanti Lebbeke : Champion de Belgique 1972 - Steaua Bucarest : Champion de Roumanie | - Partizan Bjelovar : Tenant du titre et Champion de Yougoslavie - UHC Salzburg : Champion d'Autriche - SK Avanti Lebbeke : Champion de Belgique 1972 - Steaua Bucarest : Champion de Roumanie | - Partizan Bjelovar : Tenant du titre et Champion de Yougoslavie - UHC Salzburg : Champion d'Autriche - SK Avanti Lebbeke : Champion de Belgique 1972 - Steaua Bucarest : Champion de Roumanie | - Partizan Bjelovar : Tenant du titre et Champion de Yougoslavie - UHC Salzburg : Champion d'Autriche - SK Avanti Lebbeke : Champion de Belgique 1972 - Steaua Bucarest : Champion de Roumanie | - Partizan Bjelovar : Tenant du titre et Champion de Yougoslavie - UHC Salzburg : Champion d'Autriche - SK Avanti Lebbeke : Champion de Belgique 1972 - Steaua Bucarest : Champion de Roumanie | - Partizan Bjelovar : Tenant du titre et Champion de Yougoslavie - UHC Salzburg : Champion d'Autriche - SK Avanti Lebbeke : Champion de Belgique 1972 - Steaua Bucarest : Champion de Roumanie | - Partizan Bjelovar : Tenant du titre et Champion de Yougoslavie - UHC Salzburg : Champion d'Autriche - SK Avanti Lebbeke : Champion de Belgique 1972 - Steaua Bucarest : Champion de Roumanie | - Partizan Bjelovar : Tenant du titre et Champion de Yougoslavie - UHC Salzburg : Champion d'Autriche - SK Avanti Lebbeke : Champion de Belgique 1972 - Steaua Bucarest : Champion de Roumanie | - Partizan Bjelovar : Tenant du titre et Champion de Yougoslavie - UHC Salzburg : Champion d'Autriche - SK Avanti Lebbeke : Champion de Belgique 1972 - Steaua Bucarest : Champion de Roumanie | - Partizan Bjelovar : Tenant du titre et Champion de Yougoslavie - UHC Salzburg : Champion d'Autriche - SK Avanti Lebbeke : Champion de Belgique 1972 - Steaua Bucarest : Champion de Roumanie | - Partizan Bjelovar : Tenant du titre et Champion de Yougoslavie - UHC Salzburg : Champion d'Autriche - SK Avanti Lebbeke : Champion de Belgique 1972 - Steaua Bucarest : Champion de Roumanie | - Partizan Bjelovar : Tenant du titre et Champion de Yougoslavie - UHC Salzburg : Champion d'Autriche - SK Avanti Lebbeke : Champion de Belgique 1972 - Steaua Bucarest : Champion de Roumanie | - Partizan Bjelovar : Tenant du titre et Champion de Yougoslavie - UHC Salzburg : Champion d'Autriche - SK Avanti Lebbeke : Champion de Belgique 1972 - Steaua Bucarest : Champion de Roumanie | - Partizan Bjelovar : Tenant du titre et Champion de Yougoslavie - UHC Salzburg : Champion d'Autriche - SK Avanti Lebbeke : Champion de Belgique 1972 - Steaua Bucarest : Champion de Roumanie | - IK Hellas Stockholm : Champion de Suède - ATV Bâle : Champion de Suisse - MAI Moscou : Champion d'Union soviétique | - IK Hellas Stockholm : Champion de Suède - ATV Bâle : Champion de Suisse - MAI Moscou : Champion d'Union soviétique | - IK Hellas Stockholm : Champion de Suède - ATV Bâle : Champion de Suisse - MAI Moscou : Champion d'Union soviétique | - IK Hellas Stockholm : Champion de Suède - ATV Bâle : Champion de Suisse - MAI Moscou : Champion d'Union soviétique | - IK Hellas Stockholm : Champion de Suède - ATV Bâle : Champion de Suisse - MAI Moscou : Champion d'Union soviétique | - IK Hellas Stockholm : Champion de Suède - ATV Bâle : Champion de Suisse - MAI Moscou : Champion d'Union soviétique | - IK Hellas Stockholm : Champion de Suède - ATV Bâle : Champion de Suisse - MAI Moscou : Champion d'Union soviétique | - IK Hellas Stockholm : Champion de Suède - ATV Bâle : Champion de Suisse - MAI Moscou : Champion d'Union soviétique | - IK Hellas Stockholm : Champion de Suède - ATV Bâle : Champion de Suisse - MAI Moscou : Champion d'Union soviétique | - IK Hellas Stockholm : Champion de Suède - ATV Bâle : Champion de Suisse - MAI Moscou : Champion d'Union soviétique | - IK Hellas Stockholm : Champion de Suède - ATV Bâle : Champion de Suisse - MAI Moscou : Champion d'Union soviétique | - IK Hellas Stockholm : Champion de Suède - ATV Bâle : Champion de Suisse - MAI Moscou : Champion d'Union soviétique | - IK Hellas Stockholm : Champion de Suède - ATV Bâle : Champion de Suisse - MAI Moscou : Champion d'Union soviétique | - IK Hellas Stockholm : Champion de Suède - ATV Bâle : Champion de Suisse - MAI Moscou : Champion d'Union soviétique | - IK Hellas Stockholm : Champion de Suède - ATV Bâle : Champion de Suisse - MAI Moscou : Champion d'Union soviétique |
| Premier tour | | | | | | | | | | | | | | | | | | | | | | | | | | | | | |
| - Frisch Auf Göppingen : Champion d'Allemagne de l'Ouest - SC DHfK Leipzig : Champion d'Allemagne de l'Est - VIF Dimitrov Sofia : Champion de Bulgarie - IF Stadion Brøndby : Champion du Danemark - BM Granollers : Champion d'Espagne - Helsinki IFK : Champion de Finlande - Stella Sports Saint-Maur : Champion de France 1972 - Elektromos Budapest : Champion de Hongrie - Kyndil Tórshavn : Champion des Îles Féroé | - Frisch Auf Göppingen : Champion d'Allemagne de l'Ouest - SC DHfK Leipzig : Champion d'Allemagne de l'Est - VIF Dimitrov Sofia : Champion de Bulgarie - IF Stadion Brøndby : Champion du Danemark - BM Granollers : Champion d'Espagne - Helsinki IFK : Champion de Finlande - Stella Sports Saint-Maur : Champion de France 1972 - Elektromos Budapest : Champion de Hongrie - Kyndil Tórshavn : Champion des Îles Féroé | - Frisch Auf Göppingen : Champion d'Allemagne de l'Ouest - SC DHfK Leipzig : Champion d'Allemagne de l'Est - VIF Dimitrov Sofia : Champion de Bulgarie - IF Stadion Brøndby : Champion du Danemark - BM Granollers : Champion d'Espagne - Helsinki IFK : Champion de Finlande - Stella Sports Saint-Maur : Champion de France 1972 - Elektromos Budapest : Champion de Hongrie - Kyndil Tórshavn : Champion des Îles Féroé | - Frisch Auf Göppingen : Champion d'Allemagne de l'Ouest - SC DHfK Leipzig : Champion d'Allemagne de l'Est - VIF Dimitrov Sofia : Champion de Bulgarie - IF Stadion Brøndby : Champion du Danemark - BM Granollers : Champion d'Espagne - Helsinki IFK : Champion de Finlande - Stella Sports Saint-Maur : Champion de France 1972 - Elektromos Budapest : Champion de Hongrie - Kyndil Tórshavn : Champion des Îles Féroé | - Frisch Auf Göppingen : Champion d'Allemagne de l'Ouest - SC DHfK Leipzig : Champion d'Allemagne de l'Est - VIF Dimitrov Sofia : Champion de Bulgarie - IF Stadion Brøndby : Champion du Danemark - BM Granollers : Champion d'Espagne - Helsinki IFK : Champion de Finlande - Stella Sports Saint-Maur : Champion de France 1972 - Elektromos Budapest : Champion de Hongrie - Kyndil Tórshavn : Champion des Îles Féroé | - Frisch Auf Göppingen : Champion d'Allemagne de l'Ouest - SC DHfK Leipzig : Champion d'Allemagne de l'Est - VIF Dimitrov Sofia : Champion de Bulgarie - IF Stadion Brøndby : Champion du Danemark - BM Granollers : Champion d'Espagne - Helsinki IFK : Champion de Finlande - Stella Sports Saint-Maur : Champion de France 1972 - Elektromos Budapest : Champion de Hongrie - Kyndil Tórshavn : Champion des Îles Féroé | - Frisch Auf Göppingen : Champion d'Allemagne de l'Ouest - SC DHfK Leipzig : Champion d'Allemagne de l'Est - VIF Dimitrov Sofia : Champion de Bulgarie - IF Stadion Brøndby : Champion du Danemark - BM Granollers : Champion d'Espagne - Helsinki IFK : Champion de Finlande - Stella Sports Saint-Maur : Champion de France 1972 - Elektromos Budapest : Champion de Hongrie - Kyndil Tórshavn : Champion des Îles Féroé | - Frisch Auf Göppingen : Champion d'Allemagne de l'Ouest - SC DHfK Leipzig : Champion d'Allemagne de l'Est - VIF Dimitrov Sofia : Champion de Bulgarie - IF Stadion Brøndby : Champion du Danemark - BM Granollers : Champion d'Espagne - Helsinki IFK : Champion de Finlande - Stella Sports Saint-Maur : Champion de France 1972 - Elektromos Budapest : Champion de Hongrie - Kyndil Tórshavn : Champion des Îles Féroé | - Frisch Auf Göppingen : Champion d'Allemagne de l'Ouest - SC DHfK Leipzig : Champion d'Allemagne de l'Est - VIF Dimitrov Sofia : Champion de Bulgarie - IF Stadion Brøndby : Champion du Danemark - BM Granollers : Champion d'Espagne - Helsinki IFK : Champion de Finlande - Stella Sports Saint-Maur : Champion de France 1972 - Elektromos Budapest : Champion de Hongrie - Kyndil Tórshavn : Champion des Îles Féroé | - Frisch Auf Göppingen : Champion d'Allemagne de l'Ouest - SC DHfK Leipzig : Champion d'Allemagne de l'Est - VIF Dimitrov Sofia : Champion de Bulgarie - IF Stadion Brøndby : Champion du Danemark - BM Granollers : Champion d'Espagne - Helsinki IFK : Champion de Finlande - Stella Sports Saint-Maur : Champion de France 1972 - Elektromos Budapest : Champion de Hongrie - Kyndil Tórshavn : Champion des Îles Féroé | - Frisch Auf Göppingen : Champion d'Allemagne de l'Ouest - SC DHfK Leipzig : Champion d'Allemagne de l'Est - VIF Dimitrov Sofia : Champion de Bulgarie - IF Stadion Brøndby : Champion du Danemark - BM Granollers : Champion d'Espagne - Helsinki IFK : Champion de Finlande - Stella Sports Saint-Maur : Champion de France 1972 - Elektromos Budapest : Champion de Hongrie - Kyndil Tórshavn : Champion des Îles Féroé | - Frisch Auf Göppingen : Champion d'Allemagne de l'Ouest - SC DHfK Leipzig : Champion d'Allemagne de l'Est - VIF Dimitrov Sofia : Champion de Bulgarie - IF Stadion Brøndby : Champion du Danemark - BM Granollers : Champion d'Espagne - Helsinki IFK : Champion de Finlande - Stella Sports Saint-Maur : Champion de France 1972 - Elektromos Budapest : Champion de Hongrie - Kyndil Tórshavn : Champion des Îles Féroé | - Frisch Auf Göppingen : Champion d'Allemagne de l'Ouest - SC DHfK Leipzig : Champion d'Allemagne de l'Est - VIF Dimitrov Sofia : Champion de Bulgarie - IF Stadion Brøndby : Champion du Danemark - BM Granollers : Champion d'Espagne - Helsinki IFK : Champion de Finlande - Stella Sports Saint-Maur : Champion de France 1972 - Elektromos Budapest : Champion de Hongrie - Kyndil Tórshavn : Champion des Îles Féroé | - Frisch Auf Göppingen : Champion d'Allemagne de l'Ouest - SC DHfK Leipzig : Champion d'Allemagne de l'Est - VIF Dimitrov Sofia : Champion de Bulgarie - IF Stadion Brøndby : Champion du Danemark - BM Granollers : Champion d'Espagne - Helsinki IFK : Champion de Finlande - Stella Sports Saint-Maur : Champion de France 1972 - Elektromos Budapest : Champion de Hongrie - Kyndil Tórshavn : Champion des Îles Féroé | - Frisch Auf Göppingen : Champion d'Allemagne de l'Ouest - SC DHfK Leipzig : Champion d'Allemagne de l'Est - VIF Dimitrov Sofia : Champion de Bulgarie - IF Stadion Brøndby : Champion du Danemark - BM Granollers : Champion d'Espagne - Helsinki IFK : Champion de Finlande - Stella Sports Saint-Maur : Champion de France 1972 - Elektromos Budapest : Champion de Hongrie - Kyndil Tórshavn : Champion des Îles Féroé | - Fram Reykjavik : Champion d'Islande - CUS Vérone : Champion d'Italie - Hapoël Ramat Gan : Champion d'Israël - HB Dudelange : Champion du Luxembourg - Oppsal IF : Champion de Norvège - HV Sittardia : Champion des Pays-Bas - WKS Śląsk Wrocław : Champion de Pologne - Sporting Portugal : Champion du Portugal - HC Baník Karviná : Champion de Tchécoslovaquie | - Fram Reykjavik : Champion d'Islande - CUS Vérone : Champion d'Italie - Hapoël Ramat Gan : Champion d'Israël - HB Dudelange : Champion du Luxembourg - Oppsal IF : Champion de Norvège - HV Sittardia : Champion des Pays-Bas - WKS Śląsk Wrocław : Champion de Pologne - Sporting Portugal : Champion du Portugal - HC Baník Karviná : Champion de Tchécoslovaquie | - Fram Reykjavik : Champion d'Islande - CUS Vérone : Champion d'Italie - Hapoël Ramat Gan : Champion d'Israël - HB Dudelange : Champion du Luxembourg - Oppsal IF : Champion de Norvège - HV Sittardia : Champion des Pays-Bas - WKS Śląsk Wrocław : Champion de Pologne - Sporting Portugal : Champion du Portugal - HC Baník Karviná : Champion de Tchécoslovaquie | - Fram Reykjavik : Champion d'Islande - CUS Vérone : Champion d'Italie - Hapoël Ramat Gan : Champion d'Israël - HB Dudelange : Champion du Luxembourg - Oppsal IF : Champion de Norvège - HV Sittardia : Champion des Pays-Bas - WKS Śląsk Wrocław : Champion de Pologne - Sporting Portugal : Champion du Portugal - HC Baník Karviná : Champion de Tchécoslovaquie | - Fram Reykjavik : Champion d'Islande - CUS Vérone : Champion d'Italie - Hapoël Ramat Gan : Champion d'Israël - HB Dudelange : Champion du Luxembourg - Oppsal IF : Champion de Norvège - HV Sittardia : Champion des Pays-Bas - WKS Śląsk Wrocław : Champion de Pologne - Sporting Portugal : Champion du Portugal - HC Baník Karviná : Champion de Tchécoslovaquie | - Fram Reykjavik : Champion d'Islande - CUS Vérone : Champion d'Italie - Hapoël Ramat Gan : Champion d'Israël - HB Dudelange : Champion du Luxembourg - Oppsal IF : Champion de Norvège - HV Sittardia : Champion des Pays-Bas - WKS Śląsk Wrocław : Champion de Pologne - Sporting Portugal : Champion du Portugal - HC Baník Karviná : Champion de Tchécoslovaquie | - Fram Reykjavik : Champion d'Islande - CUS Vérone : Champion d'Italie - Hapoël Ramat Gan : Champion d'Israël - HB Dudelange : Champion du Luxembourg - Oppsal IF : Champion de Norvège - HV Sittardia : Champion des Pays-Bas - WKS Śląsk Wrocław : Champion de Pologne - Sporting Portugal : Champion du Portugal - HC Baník Karviná : Champion de Tchécoslovaquie | - Fram Reykjavik : Champion d'Islande - CUS Vérone : Champion d'Italie - Hapoël Ramat Gan : Champion d'Israël - HB Dudelange : Champion du Luxembourg - Oppsal IF : Champion de Norvège - HV Sittardia : Champion des Pays-Bas - WKS Śląsk Wrocław : Champion de Pologne - Sporting Portugal : Champion du Portugal - HC Baník Karviná : Champion de Tchécoslovaquie | - Fram Reykjavik : Champion d'Islande - CUS Vérone : Champion d'Italie - Hapoël Ramat Gan : Champion d'Israël - HB Dudelange : Champion du Luxembourg - Oppsal IF : Champion de Norvège - HV Sittardia : Champion des Pays-Bas - WKS Śląsk Wrocław : Champion de Pologne - Sporting Portugal : Champion du Portugal - HC Baník Karviná : Champion de Tchécoslovaquie | - Fram Reykjavik : Champion d'Islande - CUS Vérone : Champion d'Italie - Hapoël Ramat Gan : Champion d'Israël - HB Dudelange : Champion du Luxembourg - Oppsal IF : Champion de Norvège - HV Sittardia : Champion des Pays-Bas - WKS Śląsk Wrocław : Champion de Pologne - Sporting Portugal : Champion du Portugal - HC Baník Karviná : Champion de Tchécoslovaquie | - Fram Reykjavik : Champion d'Islande - CUS Vérone : Champion d'Italie - Hapoël Ramat Gan : Champion d'Israël - HB Dudelange : Champion du Luxembourg - Oppsal IF : Champion de Norvège - HV Sittardia : Champion des Pays-Bas - WKS Śląsk Wrocław : Champion de Pologne - Sporting Portugal : Champion du Portugal - HC Baník Karviná : Champion de Tchécoslovaquie | - Fram Reykjavik : Champion d'Islande - CUS Vérone : Champion d'Italie - Hapoël Ramat Gan : Champion d'Israël - HB Dudelange : Champion du Luxembourg - Oppsal IF : Champion de Norvège - HV Sittardia : Champion des Pays-Bas - WKS Śląsk Wrocław : Champion de Pologne - Sporting Portugal : Champion du Portugal - HC Baník Karviná : Champion de Tchécoslovaquie | - Fram Reykjavik : Champion d'Islande - CUS Vérone : Champion d'Italie - Hapoël Ramat Gan : Champion d'Israël - HB Dudelange : Champion du Luxembourg - Oppsal IF : Champion de Norvège - HV Sittardia : Champion des Pays-Bas - WKS Śląsk Wrocław : Champion de Pologne - Sporting Portugal : Champion du Portugal - HC Baník Karviná : Champion de Tchécoslovaquie | - Fram Reykjavik : Champion d'Islande - CUS Vérone : Champion d'Italie - Hapoël Ramat Gan : Champion d'Israël - HB Dudelange : Champion du Luxembourg - Oppsal IF : Champion de Norvège - HV Sittardia : Champion des Pays-Bas - WKS Śląsk Wrocław : Champion de Pologne - Sporting Portugal : Champion du Portugal - HC Baník Karviná : Champion de Tchécoslovaquie | - Fram Reykjavik : Champion d'Islande - CUS Vérone : Champion d'Italie - Hapoël Ramat Gan : Champion d'Israël - HB Dudelange : Champion du Luxembourg - Oppsal IF : Champion de Norvège - HV Sittardia : Champion des Pays-Bas - WKS Śląsk Wrocław : Champion de Pologne - Sporting Portugal : Champion du Portugal - HC Baník Karviná : Champion de Tchécoslovaquie |

## Tour préliminaire
| Équipe               | Aller   | Total   | Retour  | Équipe                   |
| -------------------- | ------- | ------- | ------- | ------------------------ |
| Oppsal IF            | 16 – 11 | 26 – 25 | 10 – 14 | WKS Śląsk Wrocław        |
| SC DHfK Leipzig      | 24 – 13 | 38 – 24 | 14 – 11 | Stella Sports Saint-Maur |
| IF Stadion Brøndby   | 15 – 15 | 28 – 31 | 13 – 16 | Fram Reykjavik           |
| Elektromos Budapest  | 13 – 12 | 29 – 40 | 16 – 28 | VIF Dimitrov Sofia       |
| Helsinki IFK         | 25 – 14 | 47 – 28 | 22 – 14 | Kyndil Tórshavn          |
| Frisch Auf Göppingen | 38 – 6  | 68 – 18 | 30 – 12 | CUS Vérone               |
| HB Dudelange         | 16 – 18 | 26 – 33 | 10 – 15 | Hapoël Ramat Gan         |
| HV Sittardia         | 17 – 12 | 35 – 27 | 18 – 15 | BM Granollers            |
| HC Baník Karviná     | 24 – 11 | 40 – 26 | 16 – 15 | Sporting Portugal        |

À noter que le déplacement des Israëliens du Hapoël Ramat Gan au Luxembourg pour affronter le HB Dudelange ayant eu lieu peu de temps après les attentats des JO de Munich, les autorités israéliennes avaient demandé des dispositions exceptionnelles pour ces deux matchs (aller et retour) disputés au Luxembourg à deux jours d'intervalle. Ainsi, les joueurs israéliens ont été hébergés à la garnison militaire de Diekirch, l'endroit des rencontres a été tenu secret jusqu'au dernier moment et les journalistes, seuls autorisés à assister à ces rencontres jouées à huis clos, avaient été invités à ne pas révéler l'endroit prévu. Enfin, c'est sous la garde de nombreux policiers armés de mitraillettes que les deux équipes se sont affrontées.

## Huitièmes de finale
| Équipe               | Aller   | Total   | Retour  | Équipe              |
| -------------------- | ------- | ------- | ------- | ------------------- |
| MAI Moscou           | 28 – 12 | 50 – 26 | 22 – 14 | SK Avanti Lebbeke   |
| Steaua Bucarest      | 21 – 09 | 34 – 23 | 13 – 14 | Oppsal IF           |
| SC DHfK Leipzig      | 15 – 12 | 26 – 23 | 11 – 11 | IF Stadion Brøndby  |
| Helsinki IFK         | 24 – 30 | 46 – 53 | 22 – 23 | VIF Dimitrov Sofia  |
| Frisch Auf Göppingen | 22 – 10 | 39 – 25 | 17 – 15 | ATV Bâle            |
| Hapoël Ramat Gan     | 08 – 18 | 19 – 36 | 11 – 18 | IK Hellas Stockholm |
| HV Sittardia         | 11 – 07 | 30 – 25 | 19 – 18 | UHC Salzbourg       |
| HC Baník Karviná     | 16 – 10 | 29 – 32 | 13 – 22 | Partizan Bjelovar   |

## Phase finale
| \| Bjelovar Moscou Sittardia Stockholm Göppingen Sofia Leipzig Bucarest \| Localisation des équipes en phase finale. |
| Bjelovar Moscou Sittardia Stockholm Göppingen Sofia Leipzig Bucarest                                                 |

|  | Quarts de finale     | Quarts de finale     | Quarts de finale  | Quarts de finale  |                     |                     | Demi-finales | Demi-finales | Demi-finales | Demi-finales |  |  | Finale                     | Finale | Finale | Finale |
|  |                      |                      |                   |                   |                     |                     |              |              |              |              |  |  |                            |        |        |        |
|  |                      |                      |                   |                   |                     |                     |              |              |              |              |  |  | 19 février 1972 - Dortmund |        |        |        |
|  |                      |                      |                   |                   |                     |                     |              |              |              |              |  |  |                            |        |        |        |
|  | VIF Dimitrov Sofia   | VIF Dimitrov Sofia   | 14                | 11                |                     |                     |              |              |              |              |  |  |                            |        |        |        |
|  | VIF Dimitrov Sofia   | VIF Dimitrov Sofia   | 14                | 11                |                     |                     |              |              |              |              |  |  |                            |        |        |        |
|  | SC DHfK Leipzig      | SC DHfK Leipzig      | 11                | 17                |                     |                     |              |              |              |              |  |  |                            |        |        |        |
|  | SC DHfK Leipzig      | SC DHfK Leipzig      | 11                | 17                | SC DHfK Leipzig     | SC DHfK Leipzig     | 14           | 9            |              |              |  |  |                            |        |        |        |
|  |                      |                      |                   |                   | SC DHfK Leipzig     | SC DHfK Leipzig     | 14           | 9            |              |              |  |  |                            |        |        |        |
|  |                      |                      | MAI Moscou        | MAI Moscou        | 11                  | 17                  |              |              |              |              |  |  |                            |        |        |        |
|  | MAI Moscou           | MAI Moscou           | MAI Moscou        | MAI Moscou        | 11                  | 17                  | 22           | 19           |              |              |  |  |                            |        |        |        |
|  | MAI Moscou           | MAI Moscou           |                   |                   |                     |                     |              | 19           |              |              |  |  |                            |        |        |        |
|  | Steaua Bucarest      | Steaua Bucarest      | 14                | 17                |                     |                     |              |              |              |              |  |  |                            |        |        |        |
|  | Steaua Bucarest      | Steaua Bucarest      | 14                | 17                | MAI Moscou          | MAI Moscou          | 26           | 26           |              |              |  |  |                            |        |        |        |
|  |                      |                      |                   |                   | MAI Moscou          | MAI Moscou          | 26           | 26           |              |              |  |  |                            |        |        |        |
|  |                      |                      | Partizan Bjelovar | Partizan Bjelovar | 23                  | 23                  |              |              |              |              |  |  |                            |        |        |        |
|  | Frisch Auf Göppingen | Frisch Auf Göppingen | Partizan Bjelovar | Partizan Bjelovar | 23                  | 23                  | 19           | 13           |              |              |  |  |                            |        |        |        |
|  | Frisch Auf Göppingen | Frisch Auf Göppingen |                   |                   |                     |                     |              |              |              |              |  |  |                            |        |        |        |
|  | IK Hellas Stockholm  | IK Hellas Stockholm  | 13                | 21                |                     |                     |              |              |              |              |  |  |                            |        |        |        |
|  | IK Hellas Stockholm  | IK Hellas Stockholm  | 13                | 21                | IK Hellas Stockholm | IK Hellas Stockholm | 20           | 13           |              |              |  |  |                            |        |        |        |
|  |                      |                      |                   |                   | IK Hellas Stockholm | IK Hellas Stockholm | 20           | 13           |              |              |  |  |                            |        |        |        |
|  |                      |                      | Partizan Bjelovar | Partizan Bjelovar | 13                  | 23                  |              |              |              |              |  |  |                            |        |        |        |
|  | Partizan Bjelovar    | Partizan Bjelovar    | Partizan Bjelovar | Partizan Bjelovar | 13                  | 23                  | 21           | 12           |              |              |  |  |                            |        |        |        |
|  | Partizan Bjelovar    | Partizan Bjelovar    |                   |                   |                     |                     |              | 12           |              |              |  |  |                            |        |        |        |
|  | HV Sittardia         | HV Sittardia         | 14                | 13                |                     |                     |              |              |              |              |  |  |                            |        |        |        |
|  | HV Sittardia         | HV Sittardia         | 14                | 13                |                     |                     |              |              |              |              |  |  |                            |        |        |        |
|  |                      |                      |                   |                   |                     |                     |              |              |              |              |  |  |                            |        |        |        |

### Quarts de finale
| Équipe               | Aller   | Total   | Retour  | Équipe              |
| -------------------- | ------- | ------- | ------- | ------------------- |
| VIF Dimitrov Sofia   | 14 – 11 | 25 – 28 | 11 – 17 | SC DHfK Leipzig     |
| MAI Moscou           | 22 – 14 | 41 – 31 | 19 – 17 | Steaua Bucarest     |
| Frisch Auf Göppingen | 19 – 13 | 32 – 34 | 13 – 21 | IK Hellas Stockholm |
| Partizan Bjelovar    | 21 – 14 | 33 – 27 | 12 – 13 | HV Sittardia        |

### Demi-finales
| Équipe              | Aller   | Total   | Retour  | Équipe            |
| ------------------- | ------- | ------- | ------- | ----------------- |
| SC DHfK Leipzig     | 14 – 11 | 23 – 28 | 09 – 17 | MAI Moscou        |
| IK Hellas Stockholm | 20 – 13 | 33 – 36 | 13 – 23 | Partizan Bjelovar |

### Finale
La finale a été disputée sur une seule rencontre le samedi 7 avril 1973 à Dortmund en Allemagne de l'Ouest :
| Samedi 7 avril 1973 | MAI Moscou | 26 – 23 | Partizan Bjelovar | Westfalenhalle, Dortmund, Allemagne de l'Ouest Affluence : 5 000 Arbitrage : MM. Reichel et Tetens |
| Samedi 7 avril 1973 | Vladimir Maksimov (8), Victor Makhorine (en) (5), Alexandre Panov (en) (4 dont 2 pen.), Jefimov (3), Vassili Iline (3), Albert Oganezov (en) (3). Gardien de but : Sitchov. | (13-14) | Albin Vidović (14 dont 4 pen.), Miroslav Pribanić (en) (4), Prodanić (2), Ivan Đuranec (2), Martinović (1), Željko Jandroković (0). Gardiens de buts : Željko Nimš (en) Bradic. | Westfalenhalle, Dortmund, Allemagne de l'Ouest Affluence : 5 000 Arbitrage : MM. Reichel et Tetens |
| Samedi 7 avril 1973 | Rapport FFHB |         | | Westfalenhalle, Dortmund, Allemagne de l'Ouest Affluence : 5 000 Arbitrage : MM. Reichel et Tetens |

## Le champion d'Europe
| Champion d'Europe - Coupe des clubs champions 1972-1973 MAI Moscou 1er titre |